# 第五屆新加坡金曲獎得獎名單
1997年，各家唱片公司（華納唱片之外）因一系列原因群起杯葛新加坡金曲獎；並告誡主辦單位不得私下邀請藝人，有效阻止歌手們出席。主辦單位迫於無奈放棄舉行97年金曲獎。
《第五屆新加坡金曲獎》在1998年9月25日捲土重來。主辦單位933醉心頻道輿第八波道選擇低調頒獎，捨棄舉行盛大頒獎典禮改而通過電台輿電視直播節目發佈成績並輿得獎歌手進行電話連線。獎項數目也大幅度削減。933DJ馮慧詩輿電視主持郭亮和曾曉英主持主要電視轉播；933DJ許振榮輿楊君偉主持電台轉播。

## 933醉心龍虎榜頂尖金曲獎
孤星淚——劉德華

## 最佳本地作詞獎
家——木子

## 最佳本地作曲獎
小玩意——葉良俊

## 最受歡迎男歌手獎
劉德華

## 最受歡迎女歌手獎
王菲

## 最佳演繹男歌手獎
周華健

## 最佳演繹女歌手獎
張惠妹

## 最受歡迎本地歌手獎
范文芳

## 最佳組合獎
無印良品

## 最佳新人獎
阿牛陳慶祥

## 傳媒推薦（本地新人）獎
許美靜

## 相關連結
新加坡金曲獎